# Eugenio Miozzi

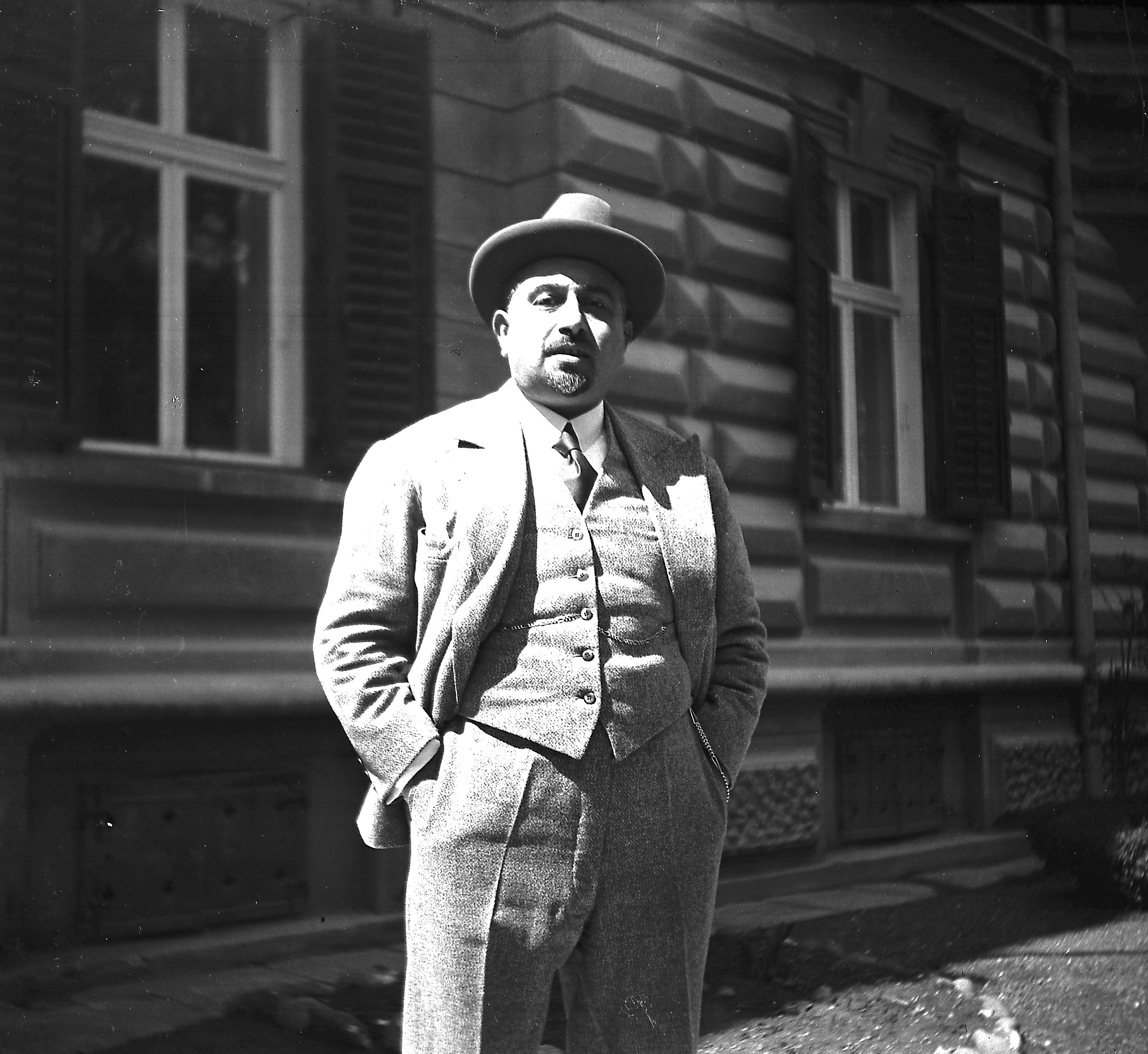
Eugenio Miozzi

Eugenio Miozzi (* 16. September 1889 in Brescia; † 10. April 1979 in Venedig) war ein italienischer Ingenieur und Architekt. Von 1931 bis 1954 war er Stadtbaumeister der Stadt Venedig.

## Leben und Karriere
Nach dem Abitur in Ancona studierte Miozzi Architektur an der Universität Bologna und schloss sein Studium in Ingeneria Civile ab. 1912 schickte ihn die italienische Regierung als Ingenieur nach Libyen, wo er hauptsächlich im Straßenbau und bei der Erweiterung von Hafenanlagen eingesetzt wurde.
1919 kehrte er nach Italien zurück und war zunächst als Ingenieur bei den staatlichen Bauämtern in Udine und Belluno tätig, wo er schnell Karriere machte und leitender Ingenieur wurde. Zwischen 1919 und 1927 war er dort für den Neubau von Brücken bzw. für die Wiederinstandsetzung der im Krieg zerstörten verantwortlich. 1927 wechselte er nach Bozen, wo Baumaßnahmen zur Flussregulierung zu seinen Hauptaufgaben gehörten. Daneben entwarf er Schulen, Kindergärten sowie Kasernen, die an der Grenze zu Österreich errichtet wurden.
Mit Gründung der AASS, Vorgängerbehörde der ANAS, im Jahr 1928, wurde er deren Chef für den Bereich Venetien, Trient und Cadore. Unter Miozzi wurde die Straße über den Brenner über eine Strecke von 207 km ausgebaut. Auch in Bozen baute er wieder Brücken, darunter die monumentale Drususbrücke über die Talfer, die 1931 eingeweiht wurde.
1931 ging er nach Venedig, nachdem er die Ausschreibung um den Posten eines Ingegnere della Direzione Lavori e Servizi Pubblici del Comune, eines Direktors der Bauaufsichtsbehörde, gewonnen hatte. Miozzi bekleidete dieses Amt 23 Jahre lang bis zu seiner Pensionierung im Jahr 1954.

### Venedig
Als oberster venezianischer Stadtbaumeister war er maßgeblich an der städtebaulichen Entwicklung Venedigs im 20. Jahrhundert beteiligt. Statt der traditionell konservativen Bauweise, die der Magistrat und ein Teil der Bevölkerung wünschten und bei der man sich vorzugsweise bewährter Bauformen der Vergangenheit bediente, förderte Miozzi auch die Architektur des italienischen Rationalismus.
Da unter Mussolini die Architektur der Moderne von Staats wegen gefördert wurde, wuchs auch Miozzi eine starke Position beim Durchsetzen von Bauprojekten zum Nachteil des Magistrats und der Denkmalschutzbehörde Venedigs zu. Städtebauliche Eingriffe in die historische Bausubstanz waren jetzt, mit Rückendeckung aus Rom, einfacher durchzuführen. Bei vielen seiner Baumaßnahmen verzichtete Miozzi auf die üblichen öffentlichen Ausschreibungen und plante die Projekte selbst, was die Fertigstellung wesentlich beschleunigte.
Auch in Venedig baute Miozzi wieder Brücken. Von Miozzis drei großen Brücken ist der historistische Ponte della Libertà aus traditionellen Baustoffen erbaut. Die tragenden Elemente sind aus istrischem Stein, ebenso wie die schmalen horizontalen Streifen, die den Bau gliedern. Das Mauerwerk besteht aus rötlichen Ziegeln, ein flacher Arkadenbogen reiht sich an den nächsten, insgesamt 228 auf einer Länge von fast 4 Kilometern.

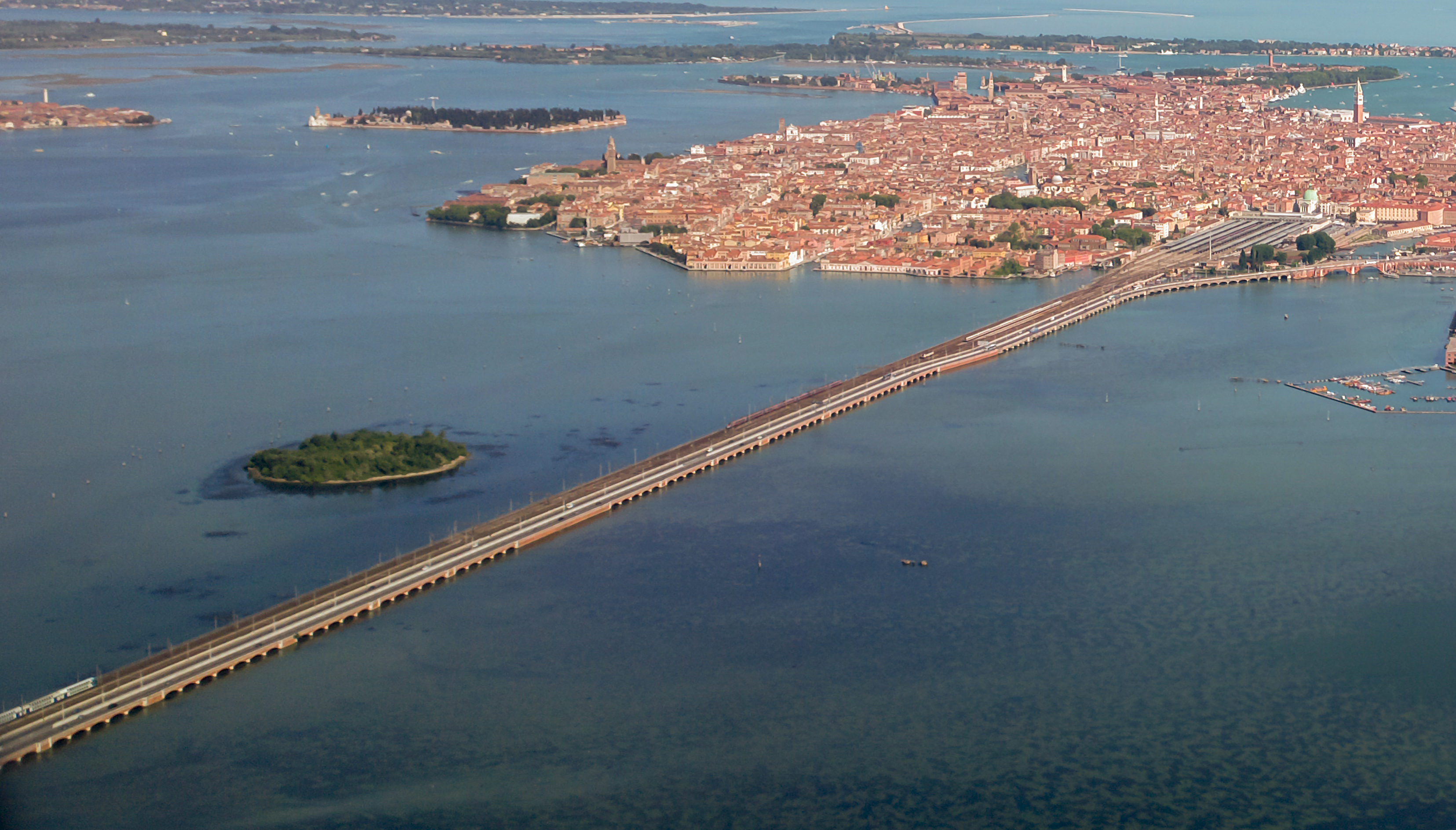
Ponte della Libertà

Die Scalzi-Brücke, die noch von den Österreichischen Besatzern gebaut worden war, musste wegen Baufälligkeit erneuert werden. Miozzi gab ihr die heutige Gestalt aus istrischem Marmor im Stil der Neurenaissance, allerdings als Verkleidung über einer soliden Stahlkonstruktion. Die dritte der großen Brücken ist der Ponte dell’Accademia, der 1854 nach Entwurf des englischen Ingenieurs Alfred Henry Neille gebaut und inzwischen ebenfalls baufällig geworden war. Miozzi entwarf eine zunächst als Provisorium gedachte Holzkonstruktion. Da man sich nicht auf ein Projekt des entsprechenden Wettbewerbs einigen konnte, ist das Provisorium, 1980 verstärkt durch ein Stahlgerüst, noch heute in Funktion.
Der von 1931 bis 1933 erbaute Ponte del littorio, heute Ponte della libertà, ist die einzige Straßenbrücke, die das Festland mit Venedig verbindet. Sie verläuft ab Mestre parallel zur Eisenbahntrasse und endet am Bahnhof Santa Lucia. Von 1931 bis 1934 wurde unter Miozzis Regie das Viertel um den Bahnhof neu geplant, der Piazzale Roma angelegt und das große Parkhaus autorimessa comunale, damals das größte Europas, errichtet. Erweitert und in weiten Bereichen neu ausgebaggert wurde der Rio Nuovo, der eine schnelle Verbindung zwischen dem Bahnhof und dem Markusplatz ermöglicht und den Canal Grande vom Fähr- und Frachtverkehr entlastet. Die fünf neuen Brücken über den Rio Nuovo ließ Miozzi nach historischen Vorbildern aus istrischem Stein erbauen.
1937 erwarb die Stadt Venedig das Fenice mit angrenzenden Grundstücken, das von Miozzi grundlegend saniert und durch Umbauten neu in das Viertel integriert wurde. Unter Miozzi wurde die Festung Sant’Andrea bei der Insel Vignole restauriert.
1932 fand die erste Filmbiennale in Venedig statt, zunächst auf der Terrasse eines Hotels in Ermangelung eines großen Kinosaals. Miozzi gestaltete auf dem Lido ein Festspielgelände. Der von Luigi Quagliata (1899–1991) entworfene Filmpalast wurde 1937 eröffnet. Neben dem Kino wurde das Casino nach Plänen von Miozzi und Quagliata errichtet.
Sein letztes großes Projekt war die Planung einer neuen Insel, der Isola nuova, heute Tronchetto genannt, die in den 1960er Jahren fertiggestellt wurde und mehr Raum schafft für die Flut der Autotouristen, die nach Venedig strömen.
In seinem Ruhestand arbeitete er freiberuflich als Architekt und beschäftigte sich weiterhin mit den Möglichkeiten, die Verkehrsbedingungen Venedigs und dessen Anbindung an das Festland zu verbessern und die Stadt überhaupt lebensfähig zu erhalten. Seine Ideen publizierte er in zahlreichen Aufsätzen.

## Nachlass
Der Nachlass Eugenio Miozzis befindet sich im Archiv der Universität Venedig (Università IAAV, Venezia). Der Archivbestand ist in drei Bereiche untergliedert, der erste für den Zeitraum von 1914 bis 1931, der zweite betrifft die Anfangszeit in Venedig von 1931 bis 1954, der dritte Teil bezieht sich auf die Zeit bis zu seiner Pensionierung, 1954 bis 1979. Das Archiv umfasst neben Plänen, Bauunterlagen und Fotos auch persönliche Dokumente.

## Schriften (Auswahl)
Miozzi äußerte sich in unzähligen Zeitschriftenartikeln während seiner gesamten Tätigkeit in Venedig zu Problemen der Stadt: Wasserbau, das Problem des Hochwassers, die Verlandung der Lagune, eine bessere nationale Verkehrsanbindung oder Möglichkeiten, einen neuen Hafen anzulegen. Sein Opus magnum ist das dreibändige Werk Venezia nei secoli (= Venedig in den Jahrhunderten). das er im Ruhestand geschrieben hat. Das Werk, das nur in italienischer Sprache erschienen ist, ist die Frucht einer langen und intensiven Auseinandersetzung mit den Problemen der Lagunenstadt.
- Mit Lucio Santarella: Ponti Italiani in Cemento Armato. 2 Bände. 1932.
- La conservazione e la difesa dell'edilizia di Venezia. Il minacciato suo sprofondamento ed i mezzi per salvarla. Venedig 1960.
- Venezia nei Secoli. 3 Bände. Libeccio, Venedig 1957–1969.